# 阿兰·图雷纳
阿兰·图雷纳（法語：Alain Touraine，法語發音：[alɛ̃ tuʁɛn]；1925年8月3日—2023年6月9日 ）是一名法国社会学家。图雷纳生于滨海埃尔芒维尔。他是社会科学高等学院研究员。 图雷纳最早使用“后工业社会”一词。他的研究基于“行动的社会学”， 并认为社会的未来是以其内在结构运作所决定的。

## 相关书目
- Answers.com on Alain Touraine  （页面存档备份，存于）
- Jacques Hamel compares aspects of Pierre Bourdieu and Alain Touraine
- Comments of Touraine at Forum Barcelona 2004